# Seabrook (Massachusetts)
Seabrook es un lugar designado por el censo ubicado en el condado de Barnstable en el estado estadounidense de Massachusetts. En el Censo de 2010 tenía una población de 455 habitantes y una densidad poblacional de 499,08 personas por km².

## Geografía
Seabrook se encuentra ubicado en las coordenadas 41°35′7″N 70°29′53″O / 41.58528, -70.49806. Según la Oficina del Censo de los Estados Unidos, Seabrook tiene una superficie total de 0.91 km², de la cual 0.91 km² corresponden a tierra firme y (0.57%) 0.01 km² es agua.

## Demografía
Según el censo de 2010, había 455 personas residiendo en Seabrook. La densidad de población era de 499,08 hab./km². De los 455 habitantes, Seabrook estaba compuesto por el 98.24% blancos, el 0.22% eran afroamericanos, el 0.22% eran amerindios, el 1.1% eran asiáticos, el 0% eran isleños del Pacífico, el 0% eran de otras razas y el 0.22% pertenecían a dos o más razas. Del total de la población el 0.22% eran hispanos o latinos de cualquier raza.